# Mim de la Patagònia
El mim de la Patagònia (Mimus patagonicus) és un ocell de la família dels mímids (Mimidae).

## Hàbitat i distribució
Viu als vessants arbustius i zones obertes de les terres baixes del centre i sud de l'Argentina i sud de Xile.